# Rhynchites bacchus
Espèce
Rhynchites bacchus, le rhynchite bacchus ou rhynchite frugivore, rhynchite des fruits, rhynchite rouge, est une espèce d'insectes de l'ordre des coléoptères, de la famille des Rhynchitidae.

## Description
L'adulte est long de 4,5 à 6,5 mm, sa couleur varie du rouge assez foncé au violet, ses élytres sont plus longs que larges, son rostre est particulièrement développé.

## Distribution
Europe, (sauf îles Britanniques, pays baltes et Scandinavie), présent depuis l'Espagne jusqu'au sud de la Russie et à la Turquie ; Moyen-Orient.

## Biologie
Au retour de la bonne saison, les adultes sortant d'hibernation s'attaquent aux bourgeons de fruitiers (pruniers, pommiers, etc.) puis aux jeunes feuilles, aux fleurs et aux fruits. La ponte a lieu dans les jeunes fruits et les larves consomment la pulpe de ces mêmes fruits puis gagnent un abri dans le sol pour passer l'hiver et se transformer enfin en nymphes lors de l'été suivant. Les adultes sortent de terre en septembre, se nourrissent de feuilles et de bourgeons puis se cherchent un abri pour passer l'hiver. La durée du cycle vital de cette espèce avoisine ainsi deux ans.